# Cteniscus xanthostoma
Cteniscus xanthostoma là một loài tò vò trong họ Ichneumonidae.